# Frederika de Hanovre (1848-1926)
Pour les articles homonymes, voir Frederika de Hanovre (homonymie).
Frederika de Hanovre (en allemand : Friederike von Hannover), princesse de Hanovre puis, par son mariage, baronne von Pawel-Rammingen, est née le 9 janvier 1848 dans le royaume de Hanovre et morte le 16 octobre 1926 à Biarritz en France. Membre de la maison de Hanovre, elle vit principalement en Angleterre après son mariage, en 1880, avec le baron Alphons von Pawel-Rammingen (en) et participe à de nombreuses activités caritatives.

## Famille
Frederika de Hanovre est le deuxième enfant et la première fille du roi Georges V de Hanovre (1819-1878) et de son épouse, la princesse Marie de Saxe-Altenbourg (1818-1907).
Par son père, elle est donc la petite-fille du roi Ernest-Auguste Ier de Hanovre (1771-1851) ainsi que l'arrière-petite-fille du roi George III du Royaume-Uni (1738-1820) ; par sa mère, elle est la petite-fille du duc Joseph de Saxe-Altenbourg (1789-1868) ainsi que l'arrière-petite-fille du duc Frédéric Ier de Saxe-Hildburghausen (1763-1834).
Le 24 avril 1880, elle épouse à Windsor, au Royaume-Uni, le baron Alphons von Pawel-Rammingen (en) (1843-1932). De ce mariage naît une fille unique, morte prématurément :
- Victoria Georgina Beatrice Maud Anne (7 mars 1881 – 27 mars 1881).

## Biographie

### Jeunesse
Frederika de Hanovre naît le 9 janvier 1848. Première fille du prince héréditaire de Hanovre (futur roi Georges V de Hanovre) et de la princesse Marie de Saxe-Altenbourg, elle a un frère aîné, le prince Ernest-Auguste, né en 1845. Une seconde fille, la princesse Marie, voit le jour en 1849. Enfant, Frederika est surnommée « Lily » par sa famille.
En janvier 1866, le ministre-président de Prusse, Otto von Bismarck, entame des négociations avec le roi de Hanovre par l'intermédiaire du comte Platen-Hallermund, afin de marier Frederika au prince Albert de Prusse. Cependant, les tensions entre les royaumes de Hanovre et de Prusse s'accroissent avec le déclenchement de la guerre austro-prussienne, le 14 juin, et le projet fait long feu. En septembre de la même année, le père de Frederika est déposé à la suite de l'annexion du royaume de Hanovre par la Prusse, et la famille s'exile alors en Autriche. Frederika visite l'Angleterre avec sa famille en mai 1876, puis de nouveau, après la mort de son père, en juin 1878.

### Vie sentimentale
Courtisée par son cousin, le prince Léopold du Royaume-Uni, dont elle devient plus tard l'amie et la confidente, et par le prince Alexandre des Pays-Bas, Frederika tombe toutefois amoureuse du baron Alphons von Pawel-Rammingen (en), fils d'un fonctionnaire du duché de Saxe-Cobourg et Gotha et ancien écuyer de son père. Elle l'épouse le 24 avril 1880, à la chapelle Saint-Georges de Windsor, lors d'une cérémonie célébrée par l'évêque d'Oxford. Peu avant son mariage, le 19 mars 1880, Alphons est devenu sujet britannique par naturalisation. Après leur mariage, Frederika et Alphons occupent un appartement au château de Hampton Court.
En 1881, Frederika donne naissance à une fille, Victoria, qui meurt cependant quelques jours plus tard. Elle est inhumée dans la chapelle Saint-Georges de Windsor,.

### Activités caritatives
En août 1881, Frederika de Hanovre crée la Convalescent Home, une institution visant à aider les femmes pauvres qui ont accouché après leur sortie de la maternité,. Son père étant aveugle, elle est une bienfaitrice du Royal Normal College and Academy of Music for the Blind (en) à Upper Norwood.
La princesse s'intéresse aussi aux enfants et devient la marraine de l'association Church Extension, alors basée à Kilburn, qui entend créer des écoles à Willesden, dans la nouvelle banlieue de Londres. Le 24 juillet 1889, elle ouvre la Princess Frederica School à Kensal Rise.
Elle est également la marraine du Training College for Teachers of the Deaf, de la Strolling Players' Amateur Orchestral Society, de la Hampton Court and Dittons Regatta, du Home for Foreign Governesses, de la mission auprès des Français à Londres, et de la Royal Society for the Prevention of Cruelty to Animals.

### Fin de vie
Frederika et Alphons abandonnent leur appartement du château de Hampton Court en 1898. S'ils continuent à vivre une partie de l'année en Angleterre, ils passent plus de temps à Biarritz dans le Sud-Ouest de la France, où ils ont auparavant passé des vacances. Ils y possèdent la villa Mouriscot.
Frederika de Hanovre y meurt le 16 octobre 1926, à l'âge de 78 ans. Elle est enterrée dans le caveau royal de la chapelle Saint-Georges de Windsor. Son testament est scellé en 1927 à Londres. Sa succession est évaluée à 85 livres sterling (soit 3 700 livres sterling en 2022).

## Titulature
Frederika porte le titre de princesse de Hanovre, avec la qualification d'altesse royale. Au Royaume-Uni, elle porte le prédicat d'altesse, en tant qu'arrière-petite-fille du roi George III.

## Dans la culture populaire
Le poète lauréat Alfred Tennyson écrit un quatrain en l'honneur du mariage de Frederika, mettant l'accent sur sa relation avec son père aveugle, décédé deux ans auparavant :
« O you that were eyes and light to the King till he passed away
From the darkness of life —
He saw not his daughter — he blest her: the blind King sees you to-day,
He blesses the wife. »
En 1927, un vitrail à sa mémoire est inauguré dans l'église anglicane de Biarritz.

## Quartiers de Frederika
|  |                                         |  |  |  |  |  |  |  |  |  |  |  |  |  |  |  |
|  | 8. George III du Royaume-Uni            |  |  |  |  |  |  |  |  |  |  |  |  |  |  |  |
|  |                                         |  |  |  |  |  |  |  |  |  |  |  |  |  |  |  |
|  |                                         |  |  |  |  |  |  |  |  |  |  |  |  |  |  |  |
|  | 4. Ernest-Auguste Ier de Hanovre        |  |  |  |  |  |  |  |  |  |  |  |  |  |  |  |
|  |                                         |  |  |  |  |  |  |  |  |  |  |  |  |  |  |  |
|  |                                         |  |  |  |  |  |  |  |  |  |  |  |  |  |  |  |
|  | 9. Charlotte de Mecklembourg-Strelitz   |  |  |  |  |  |  |  |  |  |  |  |  |  |  |  |
|  |                                         |  |  |  |  |  |  |  |  |  |  |  |  |  |  |  |
|  |                                         |  |  |  |  |  |  |  |  |  |  |  |  |  |  |  |
|  | 2. Georges V de Hanovre                 |  |  |  |  |  |  |  |  |  |  |  |  |  |  |  |
|  |                                         |  |  |  |  |  |  |  |  |  |  |  |  |  |  |  |
|  |                                         |  |  |  |  |  |  |  |  |  |  |  |  |  |  |  |
|  | 10. Charles II de Mecklembourg-Strelitz |  |  |  |  |  |  |  |  |  |  |  |  |  |  |  |
|  |                                         |  |  |  |  |  |  |  |  |  |  |  |  |  |  |  |
|  |                                         |  |  |  |  |  |  |  |  |  |  |  |  |  |  |  |
|  | 5. Frédérique de Mecklembourg-Strelitz  |  |  |  |  |  |  |  |  |  |  |  |  |  |  |  |
|  |                                         |  |  |  |  |  |  |  |  |  |  |  |  |  |  |  |
|  |                                         |  |  |  |  |  |  |  |  |  |  |  |  |  |  |  |
|  | 11. Frédérique de Hesse-Darmstadt       |  |  |  |  |  |  |  |  |  |  |  |  |  |  |  |
|  |                                         |  |  |  |  |  |  |  |  |  |  |  |  |  |  |  |
|  |                                         |  |  |  |  |  |  |  |  |  |  |  |  |  |  |  |
|  | 1. Frederika de Hanovre                 |  |  |  |  |  |  |  |  |  |  |  |  |  |  |  |
|  |                                         |  |  |  |  |  |  |  |  |  |  |  |  |  |  |  |
|  |                                         |  |  |  |  |  |  |  |  |  |  |  |  |  |  |  |
|  | 12. Frédéric Ier de Saxe-Hildburghausen |  |  |  |  |  |  |  |  |  |  |  |  |  |  |  |
|  |                                         |  |  |  |  |  |  |  |  |  |  |  |  |  |  |  |
|  |                                         |  |  |  |  |  |  |  |  |  |  |  |  |  |  |  |
|  | 6. Joseph de Saxe-Altenbourg            |  |  |  |  |  |  |  |  |  |  |  |  |  |  |  |
|  |                                         |  |  |  |  |  |  |  |  |  |  |  |  |  |  |  |
|  |                                         |  |  |  |  |  |  |  |  |  |  |  |  |  |  |  |
|  | 13. Charlotte de Mecklembourg-Strelitz  |  |  |  |  |  |  |  |  |  |  |  |  |  |  |  |
|  |                                         |  |  |  |  |  |  |  |  |  |  |  |  |  |  |  |
|  |                                         |  |  |  |  |  |  |  |  |  |  |  |  |  |  |  |
|  | 3. Marie de Saxe-Altenbourg             |  |  |  |  |  |  |  |  |  |  |  |  |  |  |  |
|  |                                         |  |  |  |  |  |  |  |  |  |  |  |  |  |  |  |
|  |                                         |  |  |  |  |  |  |  |  |  |  |  |  |  |  |  |
|  | 14. Louis-Frédéric de Wurtemberg        |  |  |  |  |  |  |  |  |  |  |  |  |  |  |  |
|  |                                         |  |  |  |  |  |  |  |  |  |  |  |  |  |  |  |
|  |                                         |  |  |  |  |  |  |  |  |  |  |  |  |  |  |  |
|  | 7. Amélie de Wurtemberg                 |  |  |  |  |  |  |  |  |  |  |  |  |  |  |  |
|  |                                         |  |  |  |  |  |  |  |  |  |  |  |  |  |  |  |
|  |                                         |  |  |  |  |  |  |  |  |  |  |  |  |  |  |  |
|  | 15. Henriette de Nassau-Weilbourg       |  |  |  |  |  |  |  |  |  |  |  |  |  |  |  |
|  |                                         |  |  |  |  |  |  |  |  |  |  |  |  |  |  |  |
|  |                                         |  |  |  |  |  |  |  |  |  |  |  |  |  |  |  |